# Bijenblad
Bijenblad (Melittis melissophyllum) is een relatief zeldzame, meerjarige plant uit de lipbloemenfamilie (Lamiaceae) die voornamelijk voorkomt in bergachtige gebieden met open loofbos in Centraal- en Zuid-Europa, en meer bepaald op licht beschaduwde plaatsen met een droge, steenachtige en kalkrijke grond.
Deze plant heeft dikke ondergrondse wortels waaruit rechte, hoekige harige stengels groeien met ruwgetande sterk ruikende bladeren. De witte bloemen met roze tint zijn tweelippig en hebben klokvormige kelkbuizen. Ze groeien per één tot drie in de oksels van de bovenste bladeren. De kelkblaadjes blijven om de vruchtjes te omsluiten. Deze bestaan uit vier zachtje nootjes.